# Nesquehoning
Nesquehoning es un borough ubicado en el condado de Carbon en el estado estadounidense de Pensilvania. En el año 2000 tenía una población de 3,288 habitantes y una densidad poblacional de 60 personas por km².

## Geografía
Nesquehoning se encuentra ubicado en las coordenadas 40°49′55″N 75°49′27″O / 40.83194, -75.82417.

## Demografía
Según la Oficina del Censo en 2000 los ingresos medios por hogar en la localidad eran de $35,902 y los ingresos medios por familia eran $41,855. Los hombres tenían unos ingresos medios de $30,417 frente a los $19,291 para las mujeres. La renta per cápita para la localidad era de $16,820. Alrededor del 9.7% de la población estaba por debajo del umbral de pobreza.